# 藍山-約翰·克羅山脈國家公園
18°02′46″N 76°24′35″W / 18.04611°N 76.40972°W

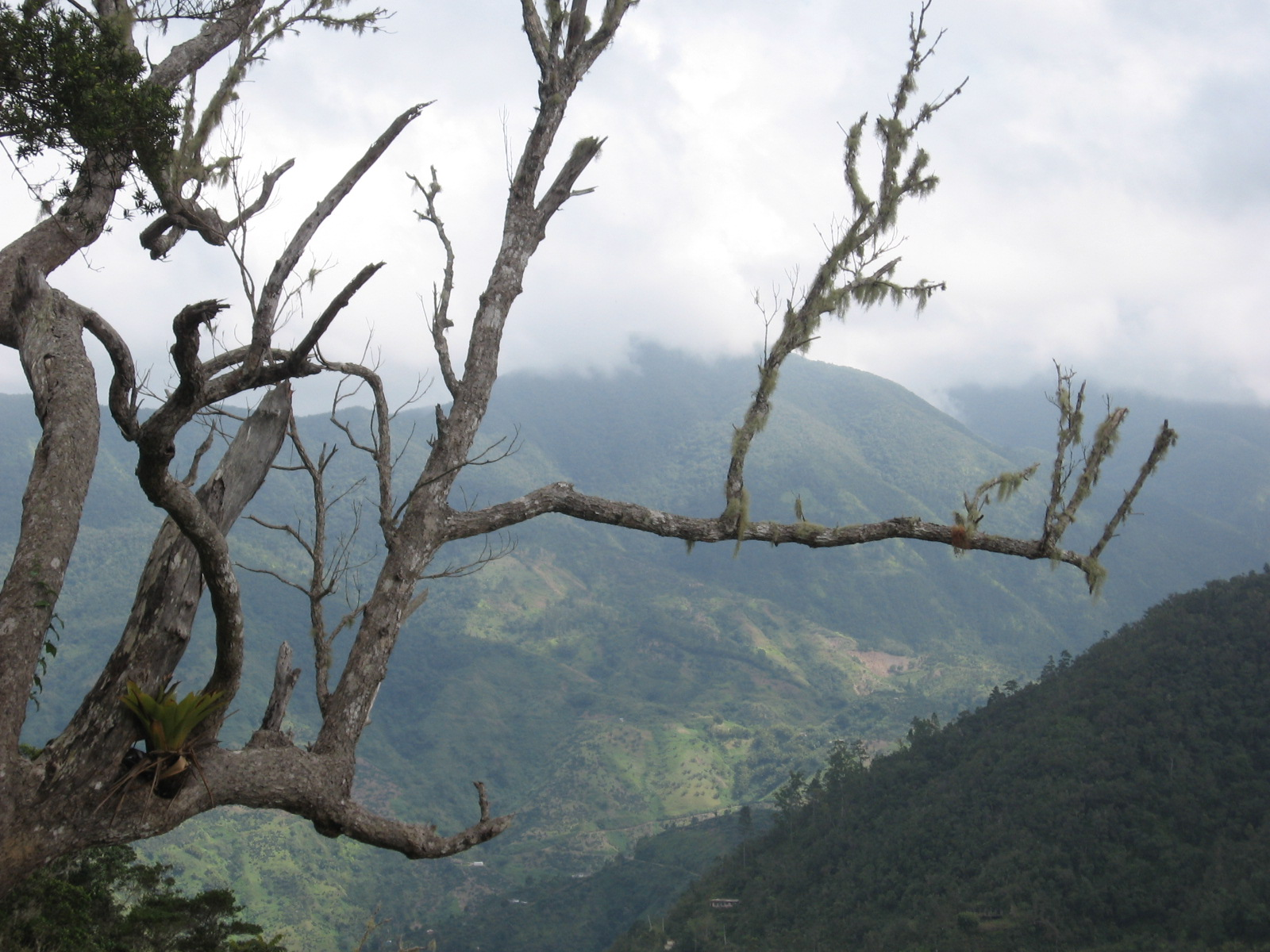

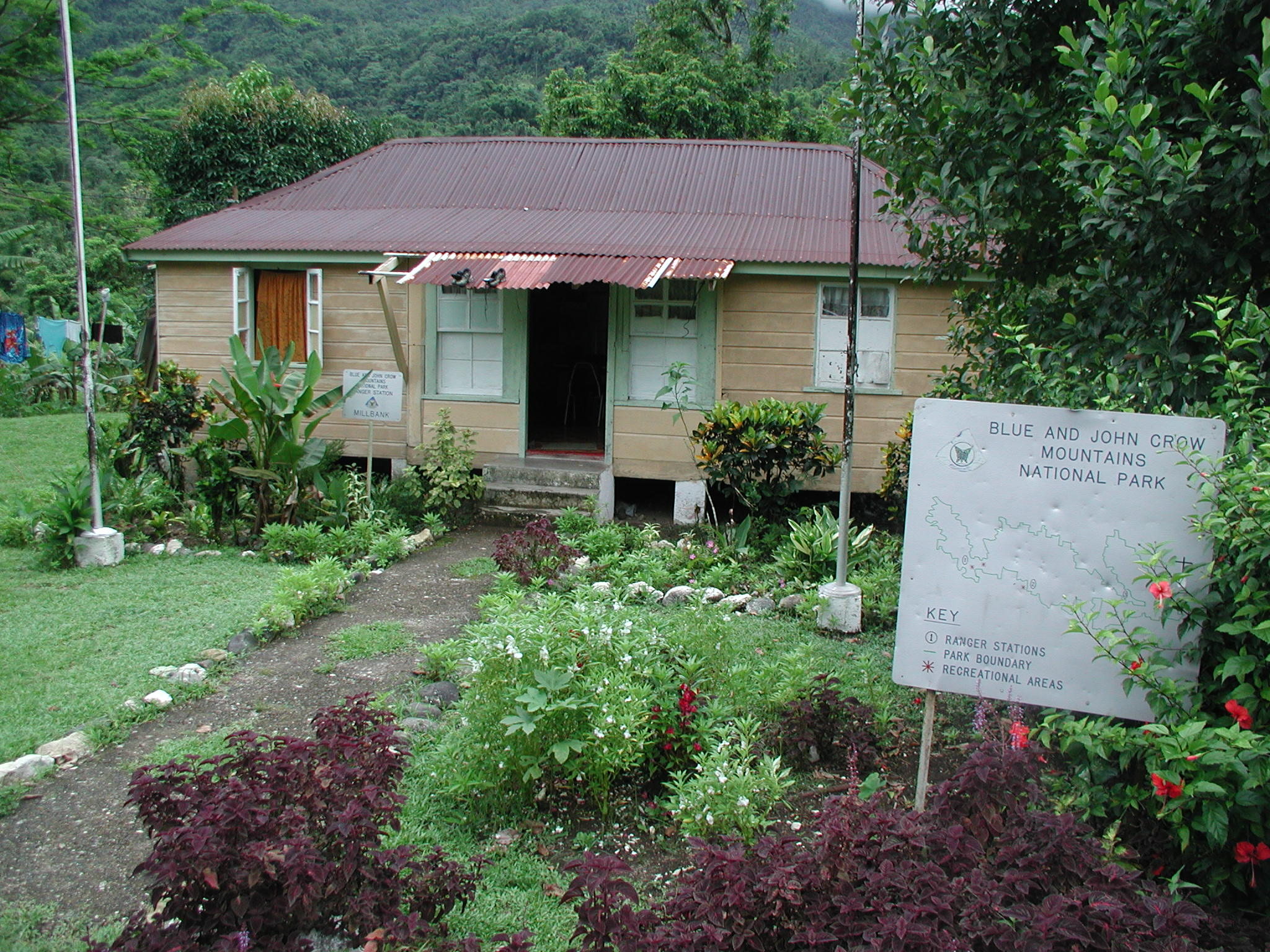

藍山-約翰·克羅山脈國家公園是牙買加的國家公園，面積495平方公里，佔全國面積4.5%，有大螯豹鳳蝶、牙買加虹蚺等野生動物棲息，在2015年7月3日被聯合國教育、科學及文化組織列入世界遺產。